# دريميلين
دريميلين Drimmelen  بلدية وبلدة بمقاطعة شمال برابنت، جنوبي هولندا.

## طوبوغرافيا
خريطة طوبوغرافية هولندية لبلدية دريميلين، يونيو 2015، (تقرأ بعد ثلاث نقرات على الخريطة).

## أعلام
- مايكل فان دي كوربوت